# Fenda labial e palatina
Fenda lábio-palatina é um grupo de condições em que se inclui a fenda labial, a fenda palatina e ambas. Uma fenda labial representa uma fenda no lábio superior que pode se prolongar até ao nariz. A fenda pode situar-se em um dos lados, em ambos os lados ou ao centro. Uma fenda palatina ocorre quando o céu da boca apresenta uma fenda que se prolonga até à cavidade nasal. Estas malformações podem causar problemas na alimentação, na fala e na audição e resultam em infeções do ouvido frequentes. Em menos de metade dos casos a condição está associada a outras condições.
As fendas lábio-palatinas são o resultado da união incompleta dos tecidos da face durante o desenvolvimento pré-natal. Como tal, são consideradas malformações congênitas. Na maior parte dos casos desconhecem-se as causas. Entre os fatores de risco durante a gravidez estão fumar, diabetes, obesidade, idade materna avançada e o consumo de alguns medicamentos. As fendas lábio-palatinas são muitas vezes diagnosticadas durante a gravidez em ecografias de rotina.
As condições podem ser tratadas com cirurgia. No caso das fendas labiais, a cirurgia é geralmente realizada nos primeiros meses de vida e, no caso das fendas palatinas, antes dos dezoito meses. Podem também ser necessárias a terapia da fala e cuidados dentais. Com tratamento adequado, o prognóstico é geralmente bom.
As fendas lábio-palatinas ocorrem em cerca de 1–2 em cada 1000 nascimentos nos países desenvolvidos. A fenda labial é duas vezes mais frequente no sexo masculino, enquanto a fenda palatina sem fenda labial é mais comum no sexo feminino. Em 2013, a condição foi responsável por 3000 mortes em todo o mundo, uma diminuição em relação às 7600 mortes em 1990. A patologia é popularmente conhecida como lábio leporino devido à semelhança deste com o focinho fendido duma lebre; atualmente, o termo é geralmente considerado pejorativo.

## Classificação

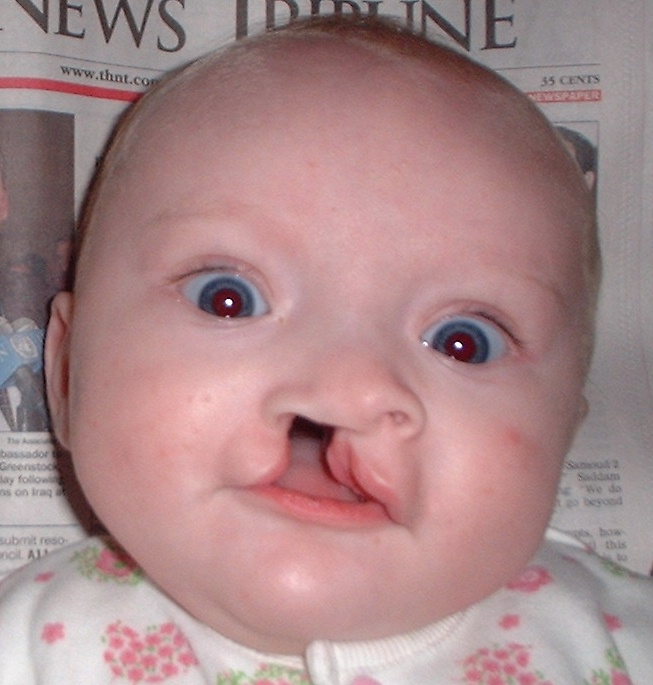
Menina de seis meses com fissura labiopalatal

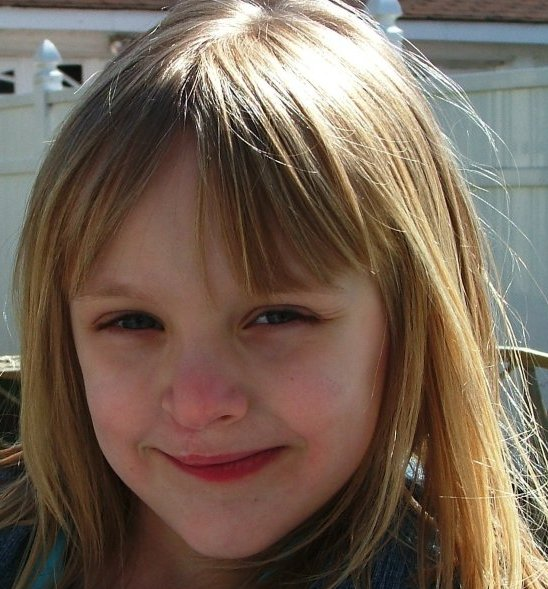
A mesma menina com 5 anos e meio após cirurgia reparadora

As fissuras podem ser: unilaterais (atingem somente um lado do lábio) ou bilaterais (fendas dos dois lados do lábio), completas (quando atingem o lábio e o palato) ou incompletas (quando atingem somente uma dessas estruturas). Podem ser classificadas como atípicas, assim variando desde formas mais leves, como cicatriz labial e o úvula bífida (quando a úvula aparece partida em duas), até formas mais graves, como as fissuras amplas de lábio e palato. As fissuras labiopalatais também podem se associar a outras malformações, sejam elas de face ou de outras regiões do corpo. As fissuras de palato deixam o canal oral em contato com o nasal.

## Causas
O palato separa a cavidade oral da cavidade nasal. Possui uma parte dura, chamada palato duro e uma parte mole, chamada de palato mole. A formação e correta oclusão do palato são mediadas via ação gênica e influência ambiental, sendo que qualquer distúrbio em qualquer estágio durante o desenvolvimento do palato como o crescimento defeituoso, a elevação falhada ou retardada e a fusão bloqueada das prateleiras palatinas, podem resultar em fenda palatina com ou sem fenda labial. A formação do palato ocorre basicamente em dois períodos do desenvolvimento: o embriológico, e o fetal, onde ocorrem respectivamente, a formação do palato primário e secundário.

### Desenvolvimento embriológico
O desenvolvimento embriológico do palato se inicia aproximadamente na quarta semana de gestação, com o início do desenvolvimento da face. É nessa fase que se forma o palato primário.
Primeiro é necessário caracterizar alguns termos.
Processos fronto-nasais: formam a maior parte da face primordial superior. Sob o ectoderma de superfície o mesênquima do processo consiste em duas populações de células: células da crista neural, formando os tecidos conjuntivos; e o mesoderme, formando o endotélio da rede vascular.
1. Formação das primeiras proeminências do arco faríngeo. O primeiro arco faríngeo contribui para a formação da mandíbula e maxila.
2. Durante o desenvolvimento embrionário tardio, as proeminências do maxilar se fundem com as proeminências fronto-nasais, formando a maxila superior e o lábio superior.[6]

### Desenvolvimento fetal
Ocorre a partir da nona semana de gestação. É nessa fase que se forma e se funde o palato secundário. Isso requer o crescimento, elevação e fusão das prateleiras palatinas iniciais. Muitos eventos de fusão estão ocorrendo nesse período entre cada prateleira palatal, o palato primário e o septo nasal.
1. Elevação das prateleiras palatinas
2. Fusão das prateleiras palatinas

A oclusão dos tecidos do palato se dá na região anterior em direção à posterior. O lábio se funde primeiro do que o palato. Dependendo do estágio do desenvolvimento onde ocorrem erros, o grau de fissura apresenta variações. Quando o erro é tardio, a fissura costuma ser posterior ao palato. Uma série de mecanismos moleculares, celulares e genéticos se associam a oclusão dos tecidos palatinos e labiais, sendo que pressões externas também são fatores de influência.

### Fatores genéticos
Fatores genéticos que contribuem para formação de fissuras labiopalatinas foram identificados para casos sindrômicos, ou seja, quando a fissura é associada a síndromes, como por exemplo a síndrome de Pierre Robin e alguns casos de síndrome de Down. Fissura labiopalatina pode ser recorrente na família, mesmo sem associação com síndromes. Nesses casos, a relação é simplesmente via erros herdáveis no desenvolvimento. Muitos genes estão envolvidos na correta oclusão dos tecidos palatais, incluindo CLPTM1 (cleft lip and palate transmembrane protein 1) e GAD1. Mutações no gene HYAL2 estão associadas à formação de lábio e palato fendidos.
Alguns outros genes associados com casos sindrômicos de fissuras foram identificados como contribuintes para incidências isoladas de fissuras, como por exemplo variações do genes IRF6, PVRL1 e MSX1. 
Influências ambientais também podem causar ou interagir com a genética para produzir fissuras labiopalatais. Um exemplo é a mutação do gene PHF8, envolvido na regulação epigenética. A atividade catalítica do PHF8 depende de oxigênio molecular e tem sido notado um aumento da incidência de fissuras quando a mulher é exposta a hipoxia, causada por bebidas e tabagismo durante os primeiros estágios da gestação A alimentação durante a gravidez também é outro fator que contribui para a má-formação do palato.
Diversos outros genes sindrômicos e não sindrômicos estão associados à formação de fendas labiopalatinas.

## Fatores de risco
A fissura labiopalatal se deve à má oclusão dos tecidos do rosto durante a formação e desenvolvimento, tratando-se de um tipo de malformação congénita, sendo a causa, desconhecida na maioria dos casos. A etiologia da FL/P, que envolve tantos fatores genéticos quando ambientais, é altamente complexa e sua base molecular permanece largamente desconhecida em sua maior parte. (Martelli, 2012) Existem vários fatores que tem sido atrelados à ocorrência de fissuras labiopalatais, tais como o uso de álcool ou cigarros, a realização de raios X na região abdominal, a ingestão de medicamentos, como anticonvulsivantes ou corticóide, durante o primeiro trimestre gestacional, deficiências nutricionais, idade materna, infecções, além da hereditariedade.

## Diagnóstico
Normalmente, a fenda labial e a fenda palatina podem ser diagnosticadas durante a gravidez com um exame de ultrassom. Isso permite que, logo após o nascimento, a cirurgia corretiva seja realizada. Hoje já existem técnicas que permitem a realização da cirurgia precoce, até 1 semana de vida.

## Tratamento
A primeira cirurgia de lábio é realizada normalmente aos três meses de idade, quando a criança já deve ter 5 kg. Já a cirurgia de palato duro é realizada apenas aos doze meses de idade. Para uma boa alimentação e a criança não refluir alimento pelo nariz até a cirurgia do palato duro, são desenvolvidas técnicas de amamentação, sendo a persistência da mãe fator fundamental para seu sucesso. Se mesmo assim a mãe não consegue amamentar, ela é orientada a fazer a ordenha e dar o leite materno na mamadeira, pois a preocupação é que mamando mal o bebê terá pouco ganho de peso. Alguns autores advogam o uso de placas palatinas pré-moldadas, de fácil manejo para ajudar na amamentação.

### Alimentação
No caso da fenda se estender até o palato, há maior risco das crianças aspirarem o alimento provocando infeções como otites e pneumonias. As otites podem causar prejuízos no desenvolvimento da fala e linguagem. As anemias também são frequentes nas fissuras labiopalatais normalmente solucionáveis com uma dieta balanceada e sulfato ferroso. O aleitamento materno é indicado para evitar infecções, combater a anemia e fortalecer a musculatura da face e boca, além de manter a produção de leite da mãe. Quando o nenê não ganha peso suficiente, recorre-se à complementação alimentar, mas sem suspender a amamentação, pois o ato de sucção faz com que haja aumento no vínculo entre mãe e bebê.

### Amamentação
- Segurar o bebê em posição vertical, de modo que o nariz e a boca fiquem mais altos que o peito;
- Preencher a abertura do lábio leporino com o seio (pode-se usar a placa dentária especial - obturador - para cobrir a fenda palatal);
- Estimular e ajudar a mãe, orientando-a que se faz necessário "fechar a fissura" para que o bebê possa mamar bem, e apoiando-a, pois as mamadas costumam ser longas;
- Alguns bebês necessitam ser alimentados por sonda orogástrica, copinho, mamadeira, colherzinha, o que o bebê adaptar melhor.

### Reabilitação
Uma equipe multidisciplinar deve estar envolvida nessa reabilitação, como médicos, enfermeiros, fonoaudiólogos, nutricionistas, odontólogos, psicólogos, farmacêuticos e assistente social. A troca de informações entre os profissionais é fundamental para o tratamento da criança, pois um fator interfere diretamente no outro, no que diz respeito aos dentes, à fala, à face, às funções alimentares e ao desenvolvimento psicossocial. Os pais que descobrirem seu filho com fissura labiopalatal devem procurar todos os tipos de orientações para possibilitarem a total reabilitação do seu filho. É indicado que os pais permaneçam tranquilos, pois a rejeição, negação e sentimento de culpa podem ser considerados normais no primeiro momento, mas com ajuda profissional, tanto os pais quanto o bebê poderão ter uma vida saudável e feliz.
Existem diversos centros cirúrgicos no Brasil com especialistas qualificados e competentes no atendimento de pacientes com fissuras labiopalatais pelo SUS, privados e filantrópicos. O tratamento é longo, tendo início desde o nascimento até a fase adulta, passando por várias cirurgias corretivas e estéticas.

## Prognóstico
Sem o devido tratamento, as fissuras podem provocar sequelas graves, como a perda da audição, problemas de fala e déficit nutricional, além do sofrimento devido a própria estética da face. Transtornos psicológicos são frequentes em adultos que possuíram fissuras. É possível a total reabilitação do paciente com fissura labiopalatal, sendo que, quanto mais cedo a intervenção, melhor.  

## Epidemiologia
As chances de ocorrência de fissuras labiopalatais seguem a seguinte estimativa:
a) pais normais = 0,1% de chance de ter um filho fissurado
b) pais normais e um filho fissurado = 4,5% de chance de ter outro filho fissurado
c) um dos pais e um filho fissurado = 15% de chance de ter outro filho fissurado
A fissura labial e a fissura palatina afectam entre uma a duas crianças em cada mil nascimentos no mundo desenvolvido. No Brasil, estima-se que a cada 650 nascimentos, uma criança nasce com fissura labiopalatal. A ocorrência de fissuras labiais e/ou palatais varia de acordo com a etnia (africanos: 0,3:1.000; europeus: 1,3:1.000; asiáticos: 2,1:1.000; índios norte-americanos: 3,6:1.000) e nível socioeconômico1,2. (Martelli,  2012).
Um estudo feito entre 2009 e 2001 demonstrou que há diferenças na distribuição de fendas labiais e/ou palatinas não sindrômicas entre homens e mulheres (Martelli, 2012). Nesse estudo, entre os 366 casos de fenda labial e/ou palatina não sindrômica, as fendas mais frequentes foram a fenda lábio-palatina, seguida, respectivamente, pela fenda labial e fenda palatina. As fendas palatinas foram mais frequentes entre as mulheres e a fenda lábio-palatina e fenda labial apenas predominaram nos homens. O risco de fenda labial em relação à fenda palatina foi de 2,19 vezes maior em homens quando comparados às mulheres; enquanto o risco de fenda labial e palatina em relação à fenda palatina apenas foi 2,78 vezes em homens, quando comparados às mulheres.(Martelli, 2012)